# Шахта «Об'єднана»
ДП "Шахта «Об'єднана» (на стадії ліквідації). Входить до ДХК «Торезантрацит». Розташована у міст Торез, Донецької області.
Фактичний видобуток 693/50/203 т/добу (1990/1997/1999).
Максимальна глибина 490/420 м (1990/1999). Протяжність підземних виробок 41,7/33,8 км (1990/1999). У 1990—1999 розробляла пласти k4', k2
2 потужністю 0,95 м, кути падіння 7-8о.
Пласти загрозливі за раптовими викидами вугілля і газу.
Кількість працюючих: 1115/609 чол., в тому числі підземних 637/306 чол. (1990/1999).
Адреса: вул. Саратовська, 1, м. Торез, Донецької обл.